# Seabiscuit (paard)

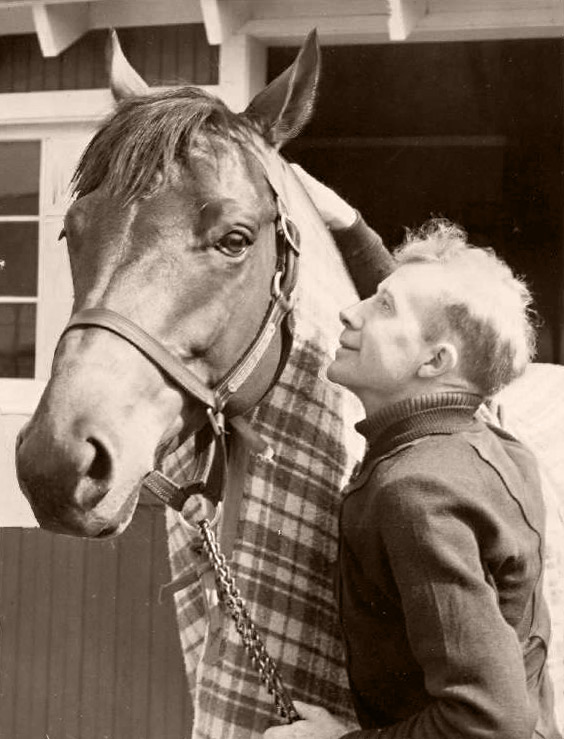
Seabiscuit met jockey Red Pollard

Seabiscuit (23 mei 1933 – 17 mei 1947) was een beroemd racepaard uit de Verenigde Staten. 
Seabiscuit werd een van de grootste kampioenen ooit. Het paard was een steun voor de natie tijdens de grote depressie en was het onderwerp van een film uit 1949 getiteld The Story of Seabiscuit. In 2001 kwam er een boek uit en in 2003 werd er wederom een film over het renpaard gemaakt, ditmaal getiteld Seabiscuit.

## Trivia
- In populaire media (vooral films en televisieseries) wordt regelmatig verwezen naar (de naam) 'Seabiscuit', meestal als personificatie van een gedoodverfde winnaar.